# Медикал-Сентер (станция метро)
Медикал-Сентер или Медицинский центр (англ. Medical Center) — подземная станция Вашингтонгского метро на Красной линии. Станция представлена одной островной платформой. С точки зрения архитектуры Медикал-Сентер схожа с другими станциями подземного участка Красной линии Вудли-парк—Медикал-Сентер, который включает 7 станций. Станция обслуживается Washington Metropolitan Area Transit Authority. Расположена в статистически обособленной местности Бетесда на Висконсин-авеню, округ Монтгомери штата Мэриленд. Обслуживает близлежащие кампус Национального института здравоохранения и Национальный военный медицинский центр имени Уолтера Рида.
Пассажиропоток — 1.861 млн. (на 2006 год).
Станция была открыта 25 августа 1984 года.
Название станции происходит от близлежащего медицинского центра.
Открытие станции было совмещено с открытием ж/д линии длиной 10,9 км и ещё 4 станций: Тенлитаун — Эй-Ю, Френдшип-Хайтс, Бетесда и Гросвенор.